# Dølafe
La Dølafe est une race bovine norvégienne.

## Origine
La Dølafe est originaire de la Gudbrandsdalen et de la région de Hedmarken (en), dans le comté de Innlandet. La race est rare. En 1995, seules 125 vaches et génisses sont offieciellement enregistrées. Mais la race est maintenue grâce à l'intérêt de plusieurs éleveurs et sa population est légèrement remontée. Un programme de conservation de semence de taureaux a également été mis en place. Pour l'année 2022, la base DAD-IS donne une population de 405 animaux enregistrés (350 vaches et 55 taureaux).
Elle appartient au rameau des races nordiques. 

## Morphologie
Elle porte une robe de couleurs diverses, allant du rouge au brun, au bringué ou au presque blanc. La majorité est bringuée. Les muqueuses sont rosées et les cornes sont en lyre ouverte (15 % des individus sont sans cornes). 

## Aptitudes
Elle est classée mixte. La vache Dølafe est la race norvégienne qui donne les carcasses à plus haut rendement à l'abattage.